# Доналд Томас (атлетичар)
Доналд Томас (енгл. Donald Thomas; 1. јул 1980) је бахамски атлетичар, светски првак у скоку увис.
Као студент Линденвуд универзитета у Мајамију играо је кошарку. Због његовог енормно високог скока један атлетски тренер га је позвао да једанпут покуша скочити увис. Скок је био преко 2,20 што га је преусмерило да почне да систематски тренира.
На првом значајнијем такмичењу на 18. играма Комонвелта у Мелбурну осваја четврто место, да би у 2007. на Светском првенству у Осаки постао светски првак, да би у финалу ИААФ светског атлетског купа у Штутгарту опет освојио прво место.

## Лични рекорди
на отвореном - 2,35 Саламанка 4. јула 2007. и Осака 28. август 2007.
у дворани - 2,33 Фејетвил (Арканзас) 10. март 2007.

## Значајнији резултати
| Год. | Такмичење                      | Место               | Плас. | Рез. |
| ---- | ------------------------------ | ------------------- | ----- | ---- |
| 2006 | Игре Комонвета                 | Мелбурн, Аустралија | 4     | 2,33 |
| 2007 | Светско првенство на отвореном | Осака, Јапан        | 1     | 2,35 |
| 2007 | ИААФ Светско атлетско финале   | Штутгарт, Немачка   | 1     | 2,32 |
| 2008 | Олимпијске игре                | Пекинг, Кина        | 21    | 2,20 |